# Temnopteryx duplolobata
Temnopteryx duplolobata är en kackerlacksart som beskrevs av Karlis Princis 1963. Temnopteryx duplolobata ingår i släktet Temnopteryx och familjen småkackerlackor. Inga underarter finns listade i Catalogue of Life.